# Haus zum Schlossgarten

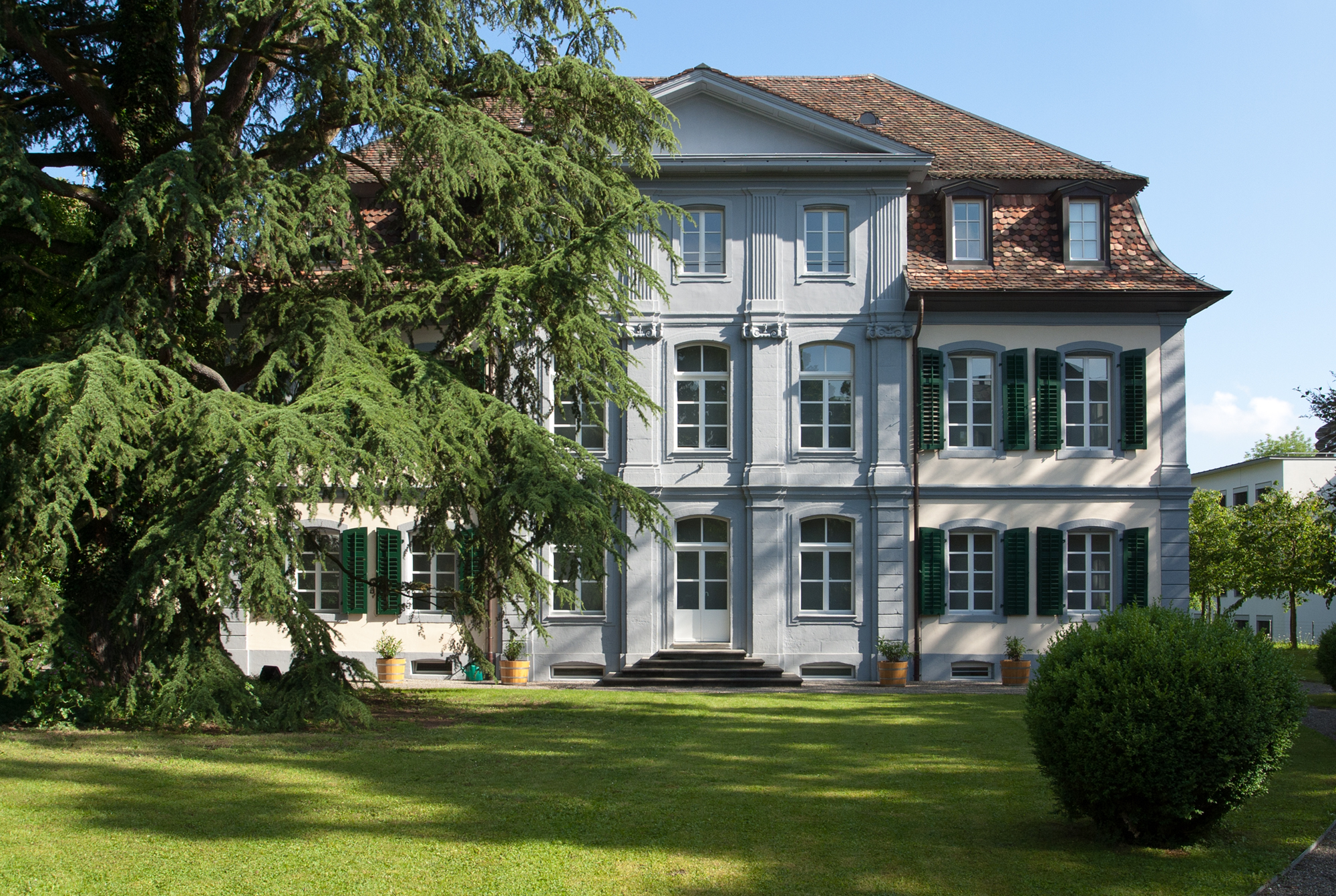
Haus zum Schlossgarten

Das Haus zum Schlossgarten ist ein klassizistisches Gebäude in Aarau in der Schweiz. Es steht östlich der Altstadt an der Laurenzenvorstadt, in unmittelbarer Nähe zum Schlössli (daher der Name). Im Jahr 1798 war es einige Monate lang Sitz der Regierung der Helvetischen Republik. Heute beherbergt es das Forum Schlossplatz, das sich mit kulturellen und gesellschaftlichen Zeitfragen auseinandersetzt.

## Geschichte

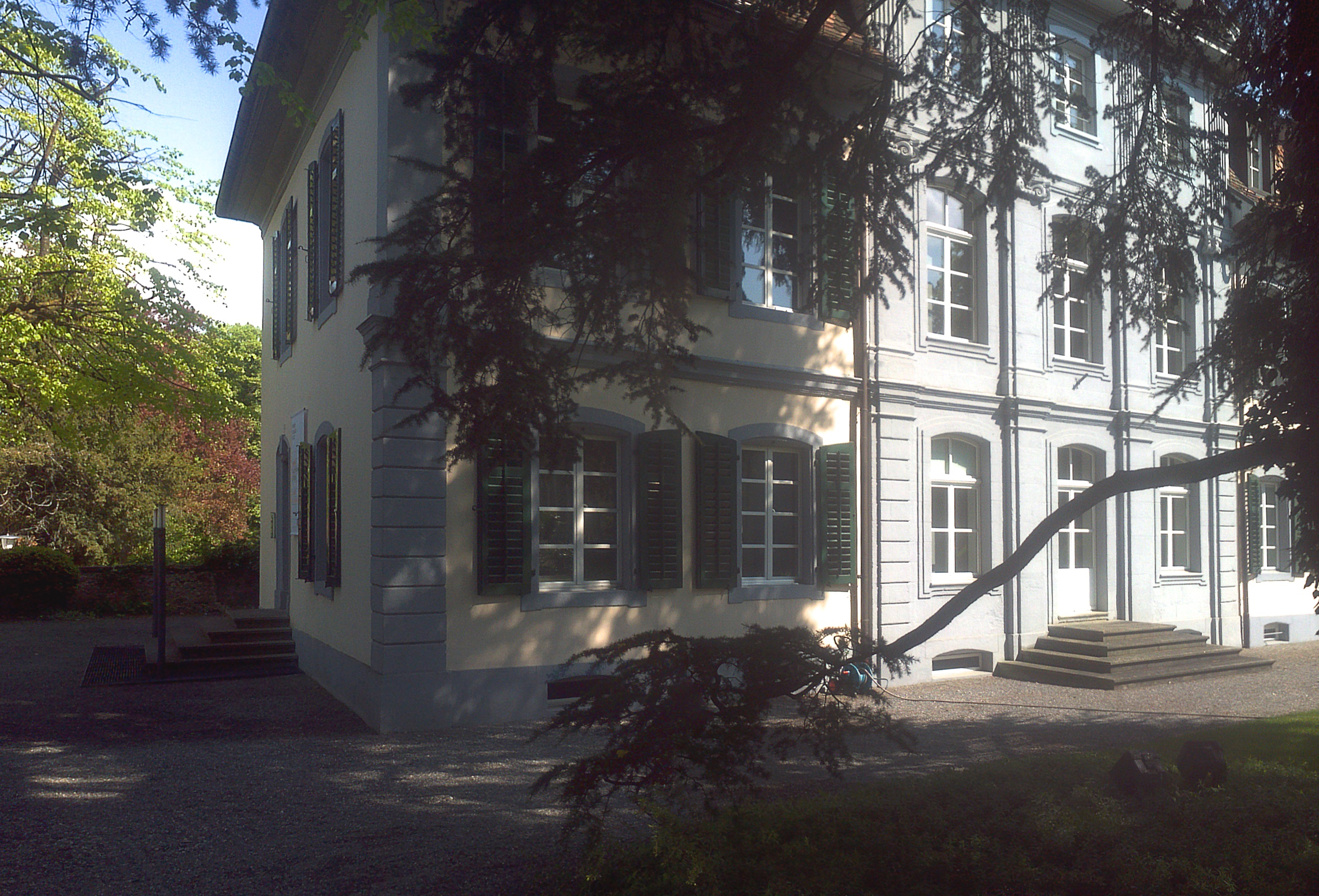
Süd- und Westecke (Eingangsseite) des Gebäudes.

Erbaut wurde das Gebäude im Jahr 1777 zunächst als einstöckiger Pavillon mit einem kleinen französischen Garten. 1792 liess ihn der Dragonermajor Daniel Pfleger zu einem dreistöckigen Wohnhaus ausbauen. Dadurch erhielt das Gebäude seine heutige Gestalt. Im Februar 1796 veräusserte Pfleger das Gebäude an den Handelsmann Friedrich Frey, der es seinerseits im Mai 1798 die Stadtbehörden für 18'000 Gulden verkaufte. Aarau war zwei Monate zuvor von der französischen Besatzungsmacht zur Hauptstadt der Helvetischen Republik (und somit zur ersten Hauptstadt der Schweiz überhaupt) erklärt worden. Die Stadt stellte das Haus dem Direktorium des neuen zentralistischen Staates als Regierungssitz zur Verfügung. Nur vier Monate später, im September 1798, zogen Regierung und Parlament jedoch nach Luzern um.
1803 war hier vorübergehend die Stadtverwaltung untergebracht, bis sie 1804 an die Pelzgasse 19 (heutige Zunftstube) umzog. Im selben Jahr verkaufte die Stadt das Haus zum Schlossgarten an Privatleute. Es diente danach während fast zwei Jahrhunderten als Wohnhaus. 1994 erwarb die Aarauer Ortsbürgergemeinde das Haus und liess es von Grund auf restaurieren. Seither beherbergt es im Erdgeschoss die kulturelle Institution Forum Schlossplatz. Diese veranstaltet wechselnde Ausstellungen, die sich mit zeitgenössischer Kunst befassen. Während die Räume im ersten Stock zu Repräsentationszwecken dienen, wird das Dachgeschoss weiterhin als Wohnung genutzt.

## Gebäude
Das Haus liegt zurückversetzt in einem Garten. Der dreiachsige Pavillon wurde beim Umbau als Teil des Mittelrisalits in das siebenachsige, dreistöckige Wohnhaus integriert. Dabei behielt man die Stichbogenform der Fenster bei. Der Mittelrisalit ist von einem markanten Dreiecksgiebel bekrönt und durchstösst das Traufgesims des Mansarddaches. Die Pilaster sind abwechslungsreich gestaltet, da ihre Säulenordnung und Höhe in jedem Stockwerk wechselt und sie zudem mit Gurtgesimsen, Kapitellen und Sockeln gegliedert sind. Das Gitter des schmiedeeisernen Portals am Rande des Gartens stammt vom 1739 errichteten Gasthof «Löwen» an der Vorderen Vorstadt, das acht Jahrzehnte später zum Regierungsgebäude ausgebaut worden. Aus dem Jahr 1792 stammt ein Brunnen im Louis-seize-Stil.